# Onuk Taşıt Tasarım ve Üretim
Onuk Taşıt Tasarım ve Üretim A.Ş. ist ein türkischer Hersteller von Automobilen.

## Unternehmensgeschichte
Ekber Onuk gründete 1993 das Unternehmen in Istanbul. Sein inzwischen verstorbener Sohn Kaan war ebenfalls im Unternehmen tätig. Die Produktion von Automobilen begann laut einer Quelle 2010. Der Markenname lautet Onuk. Jährlich entstehen etwa fünf Fahrzeuge.

## Fahrzeuge
Im Angebot stehen Sportwagen. Als erstes Modell erschien der Sazan. Ein V8-Motor von Chevrolet mit 7000 cm³ Hubraum und 505 PS ist in Mittelmotorbauweise hinter den beiden Sitzen montiert und treibt die Hinterräder an. Alternativ kann ein V8-Motor von Ford verwendet werden. In der Vergangenheit wurde auch ein V6-Motor von Nissan mit 3500 cm³ Hubraum genannt. Die Höchstgeschwindigkeit ist mit über 300 km/h angegeben, und die Beschleunigung von 0 auf 100 km/h mit weniger als 4 Sekunden. Bei einem Radstand von 265 cm ist das Fahrzeug 437 cm lang, 196 cm breit und 118 cm hoch.
Der kleinere S 56 hat einen Vierzylindermotor von Ford mit 1596 cm³ Hubraum und 180 PS bis 197 PS Leistung, der ebenfalls in Fahrzeugmitte platziert ist. Das Fünfganggetriebe stammt von Renault. Der Radstand misst 236 cm. Das Leergewicht ist mit 900 kg angegeben.